# بوب ديلاني
بوب ديلاني (بالإنجليزية: Bob Delaney)‏ هو ضابط شرطة أمريكي، ولد في 1 نوفمبر 1951 في باترسون في الولايات المتحدة.

## روابط خارجية
- بوب ديلاني على موقع سبورتس رفرنس (الإنجليزية)